# 875
Cette page concerne l'année 875  du calendrier julien. Pour l'année 875 av. J.-C., voir 875 av. J.-C.
L'année 875 est une année commune qui commence un samedi.

## Événements

### Afrique
- 16 février : début du règne de l’émir aghlabide d’Ifriqiya, Ibrahim II[1]. Il transfère la capitale à Raqqada (876) et fait effectuer des travaux dans la grande mosquée de Kairouan[2].
- Mesures discriminatoires en Ifriqiya contre les chrétiens et les juifs[3].

### Proche-Orient
- Ramadan 261 (9 juin - 8 juillet)[4] : le samanide Nasr Ier devient gouverneur de Transoxiane.

### Europe
- 27 mars : Charles le Chauve donne sa villa viticole de Rueil à l’Abbaye de Saint-Denis[5].
- 14 mai : les moines de Noirmoutier arrivent à Tournus transportant les reliques de saint Philibert[6].
- Été : le roi Alfred de Wessex combat sept navires viking et parvient à en prendre un et à mettre les autres en fuite[7].

- 12 août : mort de l’empereur Louis II le Jeune à Brescia[8]. Le pape offre la couronne d’empereur à Charles le Chauve et lui fait prêter serment d’être le défenseur de l’Église, tandis que Louis le Germanique, malade, envahit la Francie occidentale.
- 1er septembre : Charles le Chauve quitte son palais de Douzy pour se rendre en Italie, par Langres, Saint-Maurice en Valais et le col du Saint-Bernard. Il entre à Rome le 17 décembre[8].
- 25 décembre : à Rome, le pape Jean VIII couronne empereur Charles le Chauve[8]. La politique impériale de Charles n’est qu’une longue série d’échecs face aux révoltes en Italie et aux fils de Louis le Germanique.

- Fondation de Badajoz par le muladi Ibn Marwan révolté contre l'émir de Cordoue Muhammad Ier[9].
- Pillage de l'abbaye Saint-Melaine à Rennes par les Vikings. Le comte Gurwant parvient à les repousser[10].
- Siège de Grado par les musulmans (Sarrasins) qui pillent également Comacchio entre 875-876. La ville disparaît définitivement et laisse la place à Venise[11].
- La flotte des villes du sud de l’Italie, unie avec les Sarrasins, pille la côte romaine. L’empereur Louis II déclare que Naples est devenue une autre Afrique[11].
- Venise frappe un nouveau type de denier au nom de la ville (fin en 883)[12].
- Le danois Hálfdan met à sac Carlisle, Hexham et Lindisfarne en Northumbrie. Les moines de Lindisfarne abandonnent leur abbaye. À l'automne, Hálfdan marche sur York[13].
- Les Orcades et les Shetland sont annexées par le roi Harald Ier de Norvège[14].